# Akizuki Tanenaga
Akizuki Tanenaga (秋月 種長?; 17 marzo 1567 – 19 luglio 1614) è stato un samurai e daimyō giapponese del periodo Sengoku, appartenente al clan Akizuki.

## Biografia
Tanenaga nacque nel 1567, figlio di Akizuki Tanezane. Governò un feudo da 20.000 koku a Takanabe nella provincia di Hyūga. Guidò 1.000 soldati nella prima campagna coreana (1592–93) e in seguito ha scelto di sostenere Ishida Mitsunari nella campagna di Sekigahara (1600). Grazie all'aiuto di Mizuno Katsushige fu in grado di mantenere le sue terre dopo la sconfitta di Ishida dove i suoi discendenti rimasero per tutto il periodo Edo fino alla restaurazione Meiji. Divennero visconti dopo l'abolizione del sistema han.